# Kostel svatého Petra a Pavla (Litice)
Kostel svatého Petra a Pavla stojí v Liticích a jde o jednu z nejvýznamnějších církevních staveb v Plzni. Je chráněn jako nemovitá kulturní památka.

## Historie kostela
Kostel je původem gotická svatyně, kterou nechal ve 14. století zbudovat rod Drslaviců. Nejstarší dochovaný zápis o kostele je z roku 1352 a hovoří o odvodu papežského desátku 30 grošů ročně. Nejstarší písemná zmínka o Liticích je ovšem z roku 1212 a v té době zde byl asi postaven románský kostel (jeho pozůstatky byly nalezeny ve zdivu dnešního kostela). V roce 1367 byl kostel spolu se vsí prodán chotěšovskému klášteru, který ves pronajímal. Postupně se tu vystřídala řada zájemců jako například Herman z Nečtin, Vilém Švihovský z Rýzmberka (1431) a další.
Roku 1570 klášter Litice z nájmu vyplatil a spravoval je přímo, a to až do roku 1784, kdy Josef II. klášter zrušil a správu kostela převzala Náboženská matice. V roce 1576 vypukl v Liticích požár, který kostel zničil. V roce 1600 došlo k pořízení hlavního oltáře v renezančním slohu. Roku 1639 za třicetileté války Švédové ves vyloupili a vypálili. Byl zničen i kostel s farou, kde shořely staré matriční zápisy. Ty nové jsou vedeny od roku 1640. V roce 1809 převzali litickou faru premonstráti z Teplé. Kostel patrně v 18. století postihl další požár či jiná katastrofa, v rámci které přišel o část svého vybavení. V roce 1830 došlo k umístění dvou oltářů klášterního kostela v Chotěšově a v roce 1833 byly pořízeny varhany.
Vedle kostela stojí budova fary. Před farou stoji socha Immaculaty z doby kolem roku 1800 (resp. její kopie), na tradičním místě, tedy na mostě, je též socha sv. Jana Nepomuckého z roku 1838.

## Současnost
Stav kostela byl koncem 20. století špatný, měl narušenou statiku a špatný krov. Od roku 1996 se o kostel stará sdružení křesťanů Koinonia Jan Křtitel a postupně jej obnovuje. Kostel je osazen třemi zvony. Nejstarší nese název Petr a Pavel a je z roku 1582. Zvony Panna Maria a Anna jsou z 19. století a nejsou původní.